# Elusive Isabel
Elusive Isabel è un film muto del 1916 diretto da Stuart Paton. Il soggetto è tratto dal romanzo omonimo pubblicato nel 1909 da Jacques Futrelle: lo scrittore fu una delle vittime del naufragio del Titanic.

## Trama
Le nazioni latine stanno attuando un piano per dominare il mondo. Il principe D'Abruzzi e la sua assistente Isabel Thorne guidano il complotto con i rappresentanti delle nazioni che si sono radunati negli Stati Uniti. In seguito a una soffiata, i servizi segreti americani vengono a conoscenza del progetto e cercano il modo di bloccare i cospiratori. L'agente Hamilton Grimm, che indaga su Isabel, quando la conosce se ne innamora. La donna però, anche se condivide il suo sentimento, non rinuncia alle sue idee politiche cui resta fedele.
Hamilton, alla fine, riesce a scoprire tutti i cospiratori, catturandoli. Isabel viene rispedita in Europa. Ma l'agente non riesce a dimenticarla. Decide, allora, di recarsi da lei e di riprendere la relazione senza gli impedimenti, questa volta, legati alla politica e agli affari mondiali.

## Produzione
Il film fu prodotto dall'Universal Film Manufacturing Company con il nome Bluebird Photoplays.

## Distribuzione
Distribuito dall'Universal Film Manufacturing Company, il film uscì nelle sale cinematografiche statunitensi il 15 maggio 1916.